# آنکازوآبو-آتسیمو
آنکازوآبو-آتسیمو (به لاتین: Ankazoabo-Atsimo) یک منطقهٔ مسکونی در ماداگاسکار است که در آتسیمو-آندرفانا واقع شده‌است.